# El Cocuy (ort)
El Cocuy är en ort i Colombia.   Den ligger i departementet Boyacá, i den centrala delen av landet, 270 km nordost om huvudstaden Bogotá. El Cocuy ligger 2 785 meter över havet och antalet invånare är 2 706.
Terrängen runt El Cocuy är bergig åt sydväst, men åt nordost är den kuperad. Runt El Cocuy är det glesbefolkat, med 20 invånare per kvadratkilometer. Närmaste större samhälle är Boavita, 17,5 km sydväst om El Cocuy. Trakten runt El Cocuy består i huvudsak av gräsmarker.